# Ferdinando Robuschi
Ferdinando Robuschi (Colorno, comú de Parma, 15 d'agost de 1765 - 5 de setembre de 1850) fou un compositor italià.
Cursà estudis en les Universitats de Parma i després, acabats els estudis de filosofia, fou deixeble de Giuseppe Sarti i Domenico Cimarosa, sent anomenat el 1786 director dels espectacles públics de Parma. El mateix any donà la seva primera òpera I Castrini, a la que li'n seguiren 34 més que s'estrenaren a Roma, Nàpols, Parma, Venècia, Florència i Pàdua.
Entre les que assoliren major èxit, cal citar:
Attala, re di Bitinia (1788);
Il gelosos disperato, (1788);
Chi sia bene non si muova, (1789);
La morte di Cesare, (1790);
La Briseide;
I tre rivali in amore.